# Les Nuits de Nacre
 (juin 2025).
Les nuits de nacre est un festival de musique autour de l'accordéon qui a lieu tous les ans en septembre à Tulle, en Corrèze.

## Historique
Créées par Alexandre Juan en 1982, les rencontres internationales de l'accordéon deviennent en 1988 les nuits de nacre. Depuis 1998, le festival renforce l’identité et l’image de la ville en tant que pôle culturel et demeure l’un des atouts (la diffusion) du futur « Pôle National de l’Accordéon ».
Depuis mai 2003, le festival des Nuits de Nacre est organisé par La Cité de l’Accordéon (Association de gestion et d’animation du pôle de l’accordéon de Tulle, de la Corrèze et du Limousin), structure organisatrice en continuité de l’APPNAT (Association de préfiguration du pôle national de l’accordéon à Tulle).
Le festival des Nuits de Nacre réunit professionnels, amateurs et néophytes autour de l’accordéon et d’une thématique.
De nombreux concerts (60 concerts en 3 jours) sont proposés ainsi que différentes expositions et animations toujours autour de l’instrument accordéon.
La présence à Tulle de l’entreprise « Accordéons de France – Maugein », dernier fabricant industriel d’accordéons, et la culture populaire qui s’y rattache ont fait de cet instrument de musique le symbole de la ville.
Il devient l’événement culturel majeur de l’année pour la ville de Tulle.

## Présentation
La Cité de l'Accordéon, « Association de Gestion et d’Animation du Pôle de l’Accordéon de Tulle », a vu le jour le 15 avril 2003, en continuité de l’APPNAT (Association pour la Préfiguration d’un Pôle National de l’Accordéon à Tulle).
Sa mission première est d'« impulser et coordonner à partir de Tulle (Corrèze) en Limousin (France) des initiatives visant à un développement global de l’accordéon, de sa facture, de sa pratique, de ses répertoires, de ses mémoires et de ses publics ».

## Déroulement
Les Nuits de Nacre se déroulent depuis presque toujours au mois de septembre mais depuis juin 2018, la fête annuelle se déroule en fin juin début juillet, histoire de bien commencer l'été.